# Mesoleius melanurus
Mesoleius melanurus là một loài tò vò trong họ Ichneumonidae.